# Maria de Jesus
María de Jesús, vedova dos Santos (Ourém, 10 settembre 1893 – Tomar, 2 gennaio 2009), è stata una supercentenaria portoghese vissuta 115 anni e 114 giorni; si tratta della persona portoghese più longeva di sempre, la cui età sia stata verificata.

## Biografia
Maria de Jesus nacque il 10 settembre 1893 nella parrocchia di Olival, dove fu battezzata, nel comune di Vila Nova de Ourém (distretto di Santaréma), una comunità allora ancora indipendente nel Regno del Portogallo. Era una lavoratrice rurale, provenendo da una famiglia di contadini, motivo per il quale non frequentò alcuna scuola e non conseguì alcuna istruzione, iniziando invece a lavorare all'età di 12 anni.
Da bambina subì un incidente che le causò la perdita della vista dall'occhio destro. Era una persona molto religiosa, si sposò nel 1919 con José dos Santos e, contrariamente alla consuetudine del Portogallo, non utilizzò il cognome del marito. Dal matrimonio ebbe sei figli, rimanendo vedova nel 1951. Maria de Jesus non fumava, non beveva, non assumeva caffè, amava guardare vecchi album di foto, godersi il sole sulla sua terrazza e mangiare riso e gelato. All'età di 100 anni, aveva espresso il desiderio di imparare a leggere e scrivere, ma senza successo.
Nel corso della sua vita era stata una sola volta in ospedale per un'operazione di cataratta, e sino a quasi 115 anni conservò un'ottima salute, curando l'igiene personale, vestendosi e alimentandosi in modo autonomo, pur essendo praticamente sorda, e camminando con l'aiuto di un deambulatore. Negli ultimi diciotto anni di vita fu assistita dalla figlia Madalena, rifiutando il trasferimento in una casa di riposo e risultando così la più longeva persona al mondo che ancora vivesse in casa. A 105 anni visitò l'Expo 98 di Lisbona.
Attorno al suo 115º compleanno, tuttavia, la sua salute era andata rapidamente declinando e la donna aveva notevolmente perso di lucidità. Morì in seguito a un malore, mentre veniva trasportata d'urgenza in ospedale a Tomar. Alla sua morte le sopravvissero 3 figli, 11 nipoti, 16 pronipoti e 6 trisnipoti.
Fu la prima persona portoghese a raggiungere i 115 anni e a diventare decana dell'umanità, succedendo in questo primato alla statunitense Edna Parker, alla cui morte risultò anche l'ultima persona vivente nata nel 1893. In Portogallo è succeduta a Maria do Couto Maia sia come decana del paese sia nel primato di tutti i tempi, raggiungendo l'età di 114 anni e 274 giorni il 10 giugno 2008. All'epoca, dopo la morte della francese Camille Loiseau, era già decana d'Europa.